# بازار شاهرود

## تاریخچه
مجموعه بازار شاهرود مربوط به دوره قاجار است و در شاهرود، بافت قدیم شهر واقع شده است.

## ثبت ملی
این اثر در تاریخ ۹ فروردین ۱۳۷۸ با شمارهٔ ثبت ۲۲۸۵ به‌عنوان یکی از آثار ملی ایران به ثبت رسیده است.
. این بازار در شاهرود اکنون با نام (بازار سر پوشیده شاهرود) شناخته میشود.
شاهرود به خاطر موقعيت نظامي خود، در زمان فتحعلي شاه قاجار رونق اساسي يافت، چند كاروانسراي بزرگ در آن ساخته شد و چندين كمپاني روسي در اين شهر تأسيس شدند. سپس بازرگانان اناركي و يزدي به اين شهر آمدند و ساكن آن شدند و شاهرود، مركز صادرات ايران به روسيه شد. اقليت‌ هاي مذهبي از جمله ارامنه رسي همزمان در شهر اقامت گزيدند و به سرعت، قلعه ‌اي بر قلعه قبلي شهر اضافه شد و بازاري جديد نيز به بازار قديمي شهر به نام بازار قلعه نو افزوده شد.
بازار شاهرود اين بازار در مركز شهر شاهرود قرار دارد و قدمت احداث آن به دوره قاجار مي رسد. مجموعه بازار شاهرود از زمان ساخت تا كنون همواره توسعه يافته و بخش هاي جديدي به آن الحاق شده است.در بدنه بازار بناهايي چون كاروانسرا، بارانداز، مسجد و گرمابه تعبيه شده است. بازار شاهرود از دو راسته اصلي به نام' راسته بازار' و 'بازار اناركي ها' تشكيل شده و داراي پنج ورودي اصلي است. اولی روبروی خیابان شبدری، ورودی دوم از ابتدای خیابان شهید صدوقی نبش میدان جمهوری اسلامی به نام راسته بازار انارکی ها و سوم از خیابان فردوسی روبروی پاساژ محمدی به نام راسته بازار قلعه نو.

## معماری
نوع معماری بازار کویری بوده که بصورت سرپوشیده و گنبدی شکل است که باعث شده دمای بیرون و داخل بازار محسوس باشد. اين مجموعه با مساحتي بالغ بر 18 هزار متر مربع داراي بيش از 250 باب مغازه است. شالوده اصلي بازار خشت خام است و پوشش گنبد ها از خشت و آجر است كه با چهار فرم مختلف اجرا شده است. لازم به ذكر است بخش هايي از گنبدها و گرمابه وجداره بازار اصلي در سال هاي گذشته مرمت شده است. اين بنا به شماره 2285 در فهرست آثار ملي ايران بهبت رسيده است.
البته در گذشته شاهرود داراي بازار تاريخي در بافت قديم شهر (محله بيدآباد) بوده است كه باتوسعه شهر، بازار قديم از بين رفته است.
هم اکنون نیز در اکثر غرفه های آن فعالیت اقتصادی یافت می شود.